# Promise David
Pour les articles homonymes, voir David.
Promise David, parfois surnommé Tobi David, né le 3 juillet 2001 à Brampton en Ontario, est un joueur international canadien de soccer. Il joue au poste d'avant-centre à l'Union Saint-Gilloise.

## Biographie

### Jeunesse et formation
Promise David est né à Brampton, de parents nigérians. Vers l'âge de trois ans, il a vécu au Nigéria avec ses grands-parents pendant trois ou quatre ans,,. Vers l'âge de sept ans, il revient au Canada.
Il commence le soccer à la pré-académie du Toronto FC, y passant deux ou trois ans avant d'être licencié à l'âge de 14 ans. Puis, il rejoint ensuite le Vaughan SC (en),. Apres avoir obtenu son diplôme de secondaire, il fait le choix de partir en Europe plutôt que de suivre la voie universitaire américaine — il n'a reçu qu'une seule offre de bourse partielle, de la part d'Appalachian State.
Après avoir participé à un camp d'essai organisé par une équipe croate de deuxième division dans la banlieue d'Oakville en 2019, il déménage en Croatie deux semaines plus tard. Il rejoint le NK Trnje (en), une équipe de troisième division (en), où il intègre les moins de 19 ans. Il rejoint le FC Tulsa — qui évolue en USL Championship — le 28 avril 2021, signant un contrat USL Academy, après un essai au club,. Cependant, il ne dispute aucun match avec l'effectif professionnel.

### Parcours en club

#### Débuts difficiles à Malte et relance réussie en Estonie
En janvier 2022, il signe un contrat à court terme avec Valletta FC. Il est dans un premier temps intégré à l'équipe des moins de 19 ans du club,. Le 17 janvier, il prend part à son premier match en Premier League en entrant à la fin de la seconde mi-temps, contre Floriana FC. Le 5 mars, il inscrit son premier but en Premier League contre Mosta FC,. Le 10 mai, lors de la demi-finale de la coupe de Malte (en) il inscrit l'unique but du match contre Santa Lucia FC, permettant aux Lilywhites de se qualifier pour la finale. Il perd cependant la finale contre Floriana FC.
Le 22 juin 2022, il signe un contrat de deux ans avec le Sirens FC, autre club maltais. Le 13 février 2023, en manque de temps de jeu, il est transféré au Nõmme Kalju. Il signe un contrat de trois ans. Il intègre dans un premier temps l'équipe réserve du club, qui évolue en troisième division (en). Après avoir inscrit six buts en quatre matchs d'Esiliiga B, il fait sa première apparition avec l'équipe première en Meistriliiga contre Narva Trans le 1er avril. Puis, il inscrit son premier doublé en championnat contre le FC Kuressaare le 27 août. À la fin de la saison, il inscrit vingt-deux buts en dix-neuf matchs d'Esiliiga B avec la réserve,,. Il est également l'auteur de sept buts en vingt-trois matchs de Meistriliiga avec l'équipe première.
La saison suivante il marque quatorze buts — dont trois doublé — en seize rencontres de championnat,,. Son passage dans le club de la capitale estonienne est réussi, il inscrit trente buts en quarante-quatre rencontres.

#### Révélation à l'Union Saint-Gilloise
Le 2 juillet 2024, il est transféré à l'Union Saint-Gilloise et s'engage pour trois ans, avec une saison en option. Le montant de son transfert est estimé entre 300 000, et 400 000 euros,. Il fait ses débuts avec les Unionistes lors de la supercoupe de Belgique le 20 juillet, participant à la victoire 2-1 contre le Club Bruges,. Une semaine plus tard, il fait ses débuts en Division 1A, en tant que remplaçant contre le FCV Dender EH. Puis, il marque son premier but en Division 1A le 10 août, en toute fin de match face au KVC Westerlo,. Pour sa première titularisation, il inscrit un doublé en coupe de Belgique contre la KAS Eupen le 30 octobre,. Il est de nouveau titulaire lors du match suivant, il inscrit son deuxième but en championnat face au KV Malines. Le 10 novembre, il inscrit son premier doublé en Division 1A contre le KRC Genk.
Le 25 mai 2025, il devient champion de Belgique avec les Unionistes, qui n'avait plus gagné le trophée depuis 90 ans, et inscrit les deux buts décisifs qui donnent la victoire au club lors de l'ultime journée du championnat contre La Gantoise. Il a également marqué dans six des dix matchs des play-offs.
Pour sa première saison en Belgique, il inscrit vingt-quatre buts — dont dix-neuf en championnat — en quarante-et-un matchs. Malgré l'intérêt du Paris FC et du LOSC Lille, il décide de continuer l'aventure avec l'Union,. Le 17 juin 2025, il signe une prolongation de contrat, de deux ans soit jusqu'en juin 2029,.

### Parcours en sélection
Possédant à la fois la nationalité canadienne et nigériane, il est éligible pour la sélection canadienne mais aussi pour le Nigeria, pays dont il possède des origines,,. En sélection de jeune il commence à jouer avec le Nigeria, mais représente finalement plus tard le Canada,,.
Le 20 octobre 2022, Promise David est sélectionné avec l'équipe du Nigeria des moins de 23 ans pour participer à deux matchs des éliminatoires de la CAN des moins de 23 ans 2023 (en) contre la Tanzanie. Il participe aux deux matchs,.
Malgré les sollicitations de la fédération nigériane, il exprime son désir de représenter son pays natal, le Canada,. Le 21 février 2025, Canada Soccer annonce qu'il a fait son changement d'association nationale (le « One Time Switch »). 
Le 12 mars 2025, il est convoqué pour la première fois en équipe du Canada par le sélectionneur Jesse Marsch pour participer à la phase finale de la Ligue des nations, — mais n'entre pas en jeu lors de ces deux rencontres,. Le 21 mai, il est de nouveau convoqué, cette fois pour un tournoi amical (en) à Toronto, pour affronter l'Ukraine et la Côte d'Ivoire. Il honore sa première sélection en tant que titulaire le 7 juin, lors du match amical contre l'Ukraine, au BMO Field,. Au cours de se même match, il inscrit son premier but international. La rencontre se solde par une victoire 4-2 des Canadiens,.
Le 5 juin 2025, il est retenu dans la liste des vingt-six joueurs canadiens sélectionnés par Jesse Marsch pour disputer la Gold Cup 2025. Lors de sa deuxième sélection, le 17 juin, il inscrit son deuxième but contre le Honduras — lors du premier match de poules (victoire 6-0),.

## Statistiques

### Statistiques en club
| Saison                | Club                  | Championnat           | Championnat | Championnat | Coupe(s) nationale(s) | Coupe(s) nationale(s) | Supercoupe | Supercoupe | Compétition(s) continentale(s) | Compétition(s) continentale(s) | Compétition(s) continentale(s) | Canada | Canada | Total | Total |
| Saison                | Club                  | Division              | M.          | B.          | M.                    | B.                    | M.         | B.         | Comp.                          | M.                             | B.                             | M.     | B.     | M.    | B.    |
| 2021-2022             | Valletta FC           | Premier League        | 9           | 2           | 5                     | 2                     | -          | -          | -                              | -                              | -                              | -      | -      | 14    | 4     |
| 2022-2023             | Sirens FC             | Premier League        | 7           | 0           | -                     | -                     | -          | -          | -                              | -                              | -                              | -      | -      | 7     | 0     |
| 2023                  | Nõmme Kalju           | Meistriliiga          | 23          | 7           | 3                     | 6                     | -          | -          | -                              | -                              | -                              | -      | -      | 26    | 13    |
| 2024                  | Nõmme Kalju           | Meistriliiga          | 16          | 14          | 2                     | 3                     | -          | -          | -                              | -                              | -                              | -      | -      | 18    | 17    |
| Sous-total            | Sous-total            | Sous-total            | 39          | 21          | 5                     | 9                     | -          | -          | -                              | -                              | -                              | -      | -      | 44    | 30    |
| 2024-2025             | Union Saint-Gilloise  | Division 1A           | 34          | 19          | 3                     | 4                     | 1          | 0          | C1+C3                          | 1+2                            | 0+1                            | 4      | 2      | 45    | 26    |
| 2025-2026             | Union Saint-Gilloise  | Division 1A           | 2           | 1           | -                     | -                     | 1          | 0          | C1                             | -                              | -                              | -      | -      | 3     | 1     |
| Sous-total            | Sous-total            | Sous-total            | 36          | 20          | 3                     | 4                     | 2          | 0          | -                              | 3                              | 1                              | 4      | 2      | 48    | 27    |
| Total sur la carrière | Total sur la carrière | Total sur la carrière | 91          | 43          | 13                    | 15                    | 2          | 0          | -                              | 3                              | 1                              | 4      | 2      | 113   | 61    |

## Palmarès
Avec Valletta FC, il est finaliste de la coupe de Malte en 2022 (en) contre Floriana FC. Sous le maillot de l'Union Saint-Gilloise, il remporte pour la première fois le championnat de Belgique en 2025, il remporte également cette année-là la supercoupe de Belgique.